# Bruno Blanchet
Pour les articles homonymes, voir Bruno Blanchet (président d'Haïti) et Blanchet.
 (mai 2014).
Si vous disposez d'ouvrages ou d'articles de référence ou si vous connaissez des sites web de qualité traitant du thème abordé ici, merci de compléter l'article en donnant les références utiles à sa vérifiabilité et en les liant à la section « Notes et références ».
Bruno Blanchet est un humoriste, comédien, auteur et reporter québécois né le 29 mars 1964 à Montréal. Il fait régulièrement appel à une pléiade de personnages intervenant à l'occasion en public. Par exemple, il aime tromper les gens par l'entremise de démonstrations insolites dans des centres commerciaux ou dans la rue. 
Il est correspondant pour le quotidien La Presse depuis 2004. Dans sa série de reportages, intitulée « La frousse autour du monde », il relate ses aventures de voyage en Asie et au Moyen-Orient. 

## Carrière

### Télévision
Bruno Blanchet anime l'émission Les vacances de Monsieur Bruno sur le Canal Évasion.  C'est une émission où il a créé le personnage lui ressemblant le plus et qui, des fois, appelle ses amis comme le chanteur rock des années 1980 ou Beau Bonhomme pour faire réagir les habitants d'Asie, lors de ses périples.

#### Le Studio
L'une de ses premières apparitions à l'écran s'est faite dans l'émission pour enfants Le Studio (émission animée par Bruno Blanchet dans la première saison, puis par la comédienne Guylaine Tremblay et coanimée par le comédien Guy Jodoin), au défunt Canal Famille, ancêtre de la chaîne jeunesse Vrak. Quelques sketchs tirés du Studio : l'audition (où Jodoin et Blanchet se présentent à un producteur (voix off) pour un numéro (de mime entre autres), le géant du château (parodie d'émission pour enfant se voulant ludique et éducative où Blanchet joue le géant) et Alerte à maliboune 9021oune (parodie d'Alerte à Malibu) où Jodoin recherche sa « Pameula » (Pamela Anderson). 

#### La fin du monde est à sept heures
Son style d'humour absurde et original séduit davantage les adultes que les enfants, et sa popularité augmente rapidement. Il se fera connaître d'un public plus large grâce à l'émission culte La Fin du Monde est à Sept Heures. 
Lors de la première saison de LFDM, en 1997-98, il présente chaque vendredi une chronique où il défile sa « liste des choses à ne pas faire ce weekend », parfois agrémentée d'un court sketch explicatif. C'est dans ce cadre qu'il présente au public son personnage de mime, bientôt baptisé « El Mimo » (en référence au phénomène climatique El Niño). Il reprendra aussi certains éléments de l'émission Le Studio, apparaissant devant l'animateur Marc Labrèche coiffé d'une jambe en plastique et annonçant qu'il a choisi, pour sa chronique, de se « déguiser en mollet ».
Bruno Blanchet prendra davantage de place dans La fin du monde est à sept heures au cours des deux saisons suivantes, où on lui confiera davantage de reportages fictifs, servant le plus souvent à illustrer les nouvelles humoristiques présentées par l'animateur Labrèche. Lorsque la quotidienne tire sa révérence, au printemps 2000, Blanchet obtient son émission humoristique hebdomadaire sur les ondes de Télé-Québec.

#### N'ajustez pas votre sécheuse
N'ajustez pas votre sécheuse, émission à sketchs est une occasion de ramener à la vie des personnages qui sont nés au cours des trois saisons de La Fin du Monde est à Sept Heures et Le Studio. Revivront: ses imitations d'Anne-Marie Losique et de Lara Fabian (de LFDMestà7h), le Géant du Château (de Le Studio) et les démonstrations d'arts martiaux (de Le Studio). Il utilisera aussi pour certaines interventions un Chinois quasi incompréhensible, commerçant montréalais déniché par l'équipe de La fin du monde qui s'en était servi comme improbable chroniqueur météo invité.
En ramenant son acolyte du Studio, Guy Jodoin, il tente de relancer les arnaques publiques organisées dans les centres commerciaux, au milieu des années 1990. Mais ce qui était possible alors que le duo était pratiquement inconnu, quelques années plus tôt, s'avère compliqué. Blanchet et Jodoin appliqueront par conséquent la même recette, mais modifiée puisqu'ils doivent la faire en anglais, dans la province voisine de l'Ontario, où personne ne les reconnaît. C'est ainsi que naît le concept hebdomadaire du Great Ontario Tour, filmé durant l'été précédant la première saison de N'ajustez pas votre sécheuse.

#### Partir autrement
En 2009 et 2010, il est l'animateur de Partir autrement, Émission documentaire sur le «tourisme durable» diffusée sur les ondes de TV5.

#### Manger le monde
Il anime l'émission Manger le monde, diffusée sur la chaîne de télévision québécoise Zeste. Bruno Blanchet partage et commente les différentes rencontres gastronomiques faites lors de ses voyages et se questionne à savoir "Qu'est-ce que le monde mange ?".

#### Autres apparitions télévisées
Il fut collaborateur dans l'émission 3600 secondes d'extase à Radio-Canada en 2008. Bruno Blanchet est apparu comme comédien dans le feuilleton Le Plateau en 2002. Il a également tenu le rôle de Gontrand Galgouri dans les trois dernières saisons de la série jeunesse Radio Enfer.
En 2004, il a animé l'émission Les fous de la rue à ARTV, dans laquelle il présentait des portraits d'amuseurs publics d'Europe.

### Cinéma
En 2003, il tient le rôle de Steve Laurin dans le film La Grande Séduction de Jean-François Pouliot (écrit par Ken Scott).

## Style
Si l'humour de Bruno Blanchet n'est pas apprécié de tous, ses adeptes apprécient l'audace dont il fait preuve en évitant des sujets d'humour plus conventionnels, largement développés par une grande quantité d'humoristes au Québec. N'abordant pratiquement jamais des thèmes tels le sexe, la politique et la vie de couple, Blanchet se démarque par une absurdité et une inventivité peu commune.

## Exemples de capsules humoristiques

### Capsules à La Fin du monde est à 7 heures

#### Anne-Marie Losique
Dans plusieurs capsules déjantées et fausses entrevues, Bruno imite (ou plutôt parodie) Anne-Marie Losique. L'une des premières apparitions fut dans "La fin du monde est à 7h" avec Marc Labrèche. Vêtu d'une perruque, de vêtements "sexy" et d'un maquillage exagéré, il exagère outrageusement certains traits de cette dernière dans des capsules intitulées "Les vidéos du pubic", notamment avec sa voix aiguë, son rire niais, les silences malaisants, son innocence frôlant la stupidité, sa propension à répéter les mêmes questions (pensons à l'entrevue avec James Hyndman et ses raisons pour lesquelles il n'a pas joué dans "Sous-Marin") ainsi que son complexe pour la grosseur de sa poitrine (dans une capsule, elle se compare : "[...] y a des gros bibittes avec des gros tittines, mais moi j'ai juste des 'tites titinnes). Bonne joueuse, la vraie Anne-Marie Losique était plutôt amusée par ces capsules, y participant même à une occasion en y étant déguisée en plongeuse sous-marine (une référence possible à "Sous-Marin").

#### Le plombier magique
Épisodes mettant en vedette un plombier possédant le pouvoir de planter un petit tuyau dans la terre, le faire pousser instantanément vers le ciel afin d'y grimper jusqu'au pays des plombiers magiques. Le générique présente le personnage avec une chanson et dure environ 3 minutes, alors que l'émission elle-même ne dure pas plus d'une vingtaine de secondes. L'anticohérence du tout est caractéristique des capsules de Bruno Blanchet, et fort appréciée de ses adeptes.

#### Le bogue de l'an 2000
Bruno Blanchet incarne le Bogue de l'An 2000 en habit vert, et fait l'objet d'une invitation spéciale à l'émission La Fin du Monde est à Sept Heures. À la fin de l'année 1999, alors que le bogue de l'an 2000 représente pour la plupart des gens une menace difficile à comprendre, controversée et dont on entend fréquemment parler dans les médias, l'image d'un bogue à l'allure d'un extra-terrestre vert qui chante une chanson à peu près vide de contenu(qui va comme suit: Je suis le bogue de l'an 2000, wizz wizz wizz wizz, je suis dangereux quand je me tortille wizz wizz wizz wizz ) provoque un effet surprenant et amusant. À noter que le personnage de l'étoile filante est le frère du bogue de l'an 2000. Ils arborent le même costume, à quelques détails près.

#### Lara Fabian
Bruno Blanchet « imite » la chanteuse Lara Fabian. Vêtu d'une jupe hawaïenne, d'un top, d'une perruque et maquillé grossièrement, Bruno lance des « ou-haaaaa » (le « haaaa » est tenu assez longtemps) en agitant le bras comme pour saluer. Il déambule ainsi dans les rues de Montréal et plus tard à Los Angeles pour un spécial Oscar de LFDMestà7H. Lara reviendra dans N'ajustez pas votre sécheuse dans la portion de l'émission consacrée à Kmorr, le conquérant (parodie de séries d'aventure comme Xena ou Hercules) sous la forme d'un « ange » et - surprise ! - d'un démon.

#### Tite-dent
Tite-dent est un personnage muet, simple d'esprit, qui s'exprime en contractant le visage et en roulant les yeux. Tel Le vagabond (la série mettant en vedette un chien errant qui flaire toujours le danger), Tite-dent intervient toujours au bon moment pour sauver des vies. Suffit de lui demander : « Qu'est-ce qu'il y a Tite-dent ? » Et Tite-dent « répond » à l'aide de ses grimaces.

#### Jésus
Bruno Blanchet a incarné Jésus à plus d'une reprise, revenant sur terre pour régler ses comptes avec les hommes. C'est l'occasion de fustiger sur tous les travers des êtres humains et leur difficulté à aimer ce qu'ils sont. Il dit : « Si Dieu avait voulu qu'on soit toutte pareil, y'en aurait faitte rien qu'un. »

#### Quoi ne pas faire en fin de semaine
Dans LFDM est à 7H, Bruno Blanchet est chroniqueur le vendredi. C'est la chronique « Quoi ne pas faire en fin de semaine ». Bruno Blanchet conseille alors les téléspectateurs sur ce qu'il y a à ne pas faire pour le week-end. Les conseils sont des plus absurdes. 
Une version punk du sonal qu'il a composé et chanté lui-même pour présenter sa chronique : (« C'est Bruno, notre ami Bruno et sa chronique sympathique. C'est Bruno, le rigolo. Bruno ! Fais nous rire ! ») est devenu le thème de N'ajustez pas votre sécheuse.

### Capsules dans N'ajustez pas votre sécheuse

#### Démonstrations
Avec son complice Guy Jodoin (Le Studio mais aussi dans N'ajustez pas votre sécheuse, la portion de l'émission Nostalgie avec Guy), Bruno Blanchet se rend dans des endroits publics du Québec (alors qu'il était peu connu pour Le Studio) puis de l'Ontario (Great Ontario Tour pour N'ajustez pas votre sécheuse) et fait des démonstrations d'arts martiaux. L'un d'eux présente l'autre comme un champion qui a parfait sa technique pour atteindre les sommets de l'art. Ensuite, on détruit cette réputation lorsque le champion frappe son présentateur. Le public qui assiste à la démonstration n'y voit que du feu, mais comme le téléspectateur est complice, c'est le délire.

#### Le lutteurfeng-shui
Une pièce meublée. Le lutteur feng-shui est capable de trouver l'objet qui jure dans l'équilibre feng-shui de la pièce. Lorsqu'il trouve cet objet - une chaise - il le renverse et pratique dessus ses plus belles prises de lutte.

#### Le Gros Lucien
Un des premiers personnages de Bruno est Le Gros Lucien. Il s'agit d'un gros monsieur vêtu d'un vieux pyjama rouge, et qui raconte des histoires pour les petits. Dans ses histoires, toujours abracadabrantes, le personnage principal est toujours une fille « qui a un nom à coucher dehors », mais qu'il surnomme « Linda ». De plus, Linda est toujours accompagnée d'un animal (ou même d'un objet) « qui a [lui aussi] un nom à coucher dehors », et que le Gros Lucien surnomme « Gripette ». Linda n'a jamais d'amis, ni de chien.
Les histoires du Gros Lucien finissent toujours par la phrase suivante : « Ça finit de même! C'est une belle histoire. Bon là il est assez tard, va te coucher bonsoir. »

#### Khmor le conquérant
Khmor le conquérant est un feuilleton absurde présenté à la fin de chaque émission de N'ajustez pas votre sécheuse, chaque épisode étant la suite de celui de la semaine précédente. Blanchet y interprétait tous les personnages, à l'exception d'un personnage féminin interprété par la comédienne Sophie Lavallée.

## Œuvres
- La frousse autour du monde, t. 1, Montréal, (Québec), Canada, Les Éditions La Presse, 2008, 184 p. (ISBN 978-2-923194-97-4)
- La frousse autour du monde, t. 2, Montréal, (Québec), Canada, Les Éditions La Presse, 2009, 232 p. (ISBN 978-2-923681-08-5)
- La frousse autour du monde, t. 3, Montréal, (Québec), Canada, Les Éditions La Presse, 2010 (ISBN 978-2-923681-48-1)
- L'ultime frousse autour du monde, t. 4, Montréal, (Québec), Canada, Les Éditions La Presse, 2013, 296 p. (ISBN 978-2-89705-184-6)